# Никифоров, Анатолий Александрович
Анатолий Александрович Никифоров (28 июля 1905, город Иваново-Вознесенск Владимирской губернии, теперь город Иваново, Российская Федерация — 23 января 1994, город Москва, Российская Федерация)  — советский военачальник пограничных войск, генерал-лейтенант (1954). Депутат Верховного Совета УССР 2-го созыва.

## Биография
С 1923 года служил в Рабоче-крестьянской Красной армии.
С 1926 года — служил в войсках ОГПУ, пограничных войсках. В 1930 году принимал участие в подавлении восстаний украинских крестьян Волыни. В 1934 году служил командиром курса переподготовки командного состава запаса пограничных войсках в полевых условиях при 1-й школе пограничной и внутренней охраны НКВД имени К. Е. Ворошилова в городе Ново-Петергофе. Был помощником начальника штаба Управления пограничных войск НКВД округа.
Член ВКП(б).
В июне 1939 — июне 1946 — начальник Управления пограничных войск НКВД Хабаровского округа. Пограничники под его командованием укрепляли оборону на границе с оккупированной японцами Маньчжурией, вели борьбу с непрерывными нарушениями границы. В период советско-японской войны пограничники окружили и вынудили капитулировать японские пограничные заставы, обеспечили быстрое продвижение войск через приграничную полосу японцев.
В июне 1946 — декабре 1947 — начальник Управления пограничных войск МВД Украинского округа. Затем направлен на учёбу.
В 1950 году окончил Высшую военную академию имени К. Е. Ворошилова. В августе 1950 — марте 1952 — начальник Управления пограничных войск МГБ Казахского округа. В марте 1952 — марте 1953 — заместитель начальника Военного института МГБ СССР — начальник кафедры службы и боевого использования войск (в марте 1953 года МГБ СССР было расформировано и институт был передан в МВД СССР). В январе 1954 — сентябре 1955 — заместитель начальника Управления пограничных войск МВД Белорусского округа. В сентябре 1955 — апреле 1957 — начальник Управления пограничных войск МВД Прибалтийского (Западного) округа. В апреле 1957 — июне 1959 — начальник Управления пограничных войск КГБ Прибалтийского округа.
С июня 1959 — в отставке по состоянию здоровья. Жил в городе Москве. Автор более 40 статей и публикаций в журнале «Пограничник». Похоронен на Троекуровском кладбище.
В 2013 году в здании пограничного управления ФСБ России по Хабаровскому краю и Еврейской АО (Хабаровск) был открыт барельеф в честь бывшего начальника войск НКВД Хабаровского пограничного округа генерал-лейтенанта А. А. Никифорова. Навечно зачислен в списки сотрудников этого Управления.

## Воинские звания
- капитан (14.03.1936)
- майор
- комбриг (15.05.1939)
- генерал-майор (4.06.1940)
- генерал-лейтенант (15.07.1957)

## Награды
- орден Ленина
- пять орденов Красного Знамени (26.04.1940, 8.09.1945, 25.06.1954, ...)
- орден Отечественной войны 1-й степени (11.03.1985)
- орден Красной Звезды
- Орден «Знак Почёта»
- медали
- награды иностранных государств